# Эль-Айнауи, Нейл
Нейл Йони Эль-Айнауи (араб. نائل العيناوي‎; род. 2 июля 2001, Нанси) — марокканский футболист, играющий на позиции полузащитника в клубе «Рома».
Он родился во Франции и выступал за молодёжную сборную Марокко.

## Биография

### Клубная карьера
Эль-Айнауи поступил в молодёжную академию «Нанси», когда ему было 8 лет. С 2018 года выступал за дублирующий состав «Нанси». 3 июня 2021 года подписал свой первый профессиональный контракт с клубом. Он дебютировал в профессиональном футболе в составе «Нанси» 31 июля 2021 года в матче Лиги 2 против клуба «Тулуза».
29 июня 2023 года Эль-Айнауи подписал четырёхлетний контракт с клубом «Ланс».

### Международная карьера
Эль-Айнауи родился во Франции и имеет французское и марокканское гражданство. В сентябре 2023 года его вызвали в олимпийскую сборную Марокко на товарищеские матчи.